# Grafo de Coxeter
En el área matemática de la teoría de grafos, el Grafo de Coxeter es un grafo 3-regular no dirigido de 28 vértices y 42 aristas. Es uno de los trece grafos cúbicos de distancia-regular existentes.

## Galería

El grafo obtenido por cualquier escisión de aristas desde el Coxeter es un hamiltoniano conexo.
Su número cromático es 3.
Su número de cruzamiento rectilíneo es 11.